# Klopsiki i inne zjawiska pogodowe
Klopsiki i inne zjawiska pogodowe (ang. Cloudy with a Chance of Meatballs) – amerykański film animowany z 2009 roku. Jest to animowana opowieść, opowiadająca o walce z głodem. Luźno oparta na książce Judi i Rona Barretów, o tym samym tytule. Pierwszy film w historii wydany na Blu-ray 3D.
Druga część filmu, Klopsiki kontratakują (ang. Cloudy with a Chance of Meatballs 2) światową premierę miała 27 września 2013 roku. W Polsce do kin weszła 11 października tego samego roku.
Premiera filmu w polskich kinach odbyła się 25 września 2009 roku z dystrybucją UIP.
Lektorem audiodeskrypcji filmowej jest Andrzej Leszczyński, wyłącznie na kanałach Polsatu.

## Fabuła
Akcja rozgrywa się w niewielkim miasteczku Morskie Zdroje, położonym na maleńkiej wysepce Oceanu Atlantyckiego. Mieszkańcy tegoż miasta odżywiają się tylko sardynkami z wytwórni Bobo Brent. Właśnie tam młody naukowiec Flint Lockwood wynalazł maszynę, która zamienia wodę w jedzenie wszelkiego rodzaju. Flintowi towarzyszy niezbyt inteligentna małpa Zenon, która uwielbia misio-żelki. Pewnego dnia, przez przypadek maszyna zostaje wystrzelona w niebo. Tego samego dnia Flint poznaje pogodynkę Sam Sparks. Z nieba zaczynają spadać cheeseburgery. Flint znajduje sposób na „przepowiadanie” kolejnych opadów. Mieszkańcy Morskich Zdrojów zamawiają u Flinta menu na kolejne dni. Spadający z nieba deszcz przybiera formę soku lub zupy, śnieg jest pysznym ziemniaczanym purée albo lodami. Mieszkańcy chwalą sobie ten sposób zaopatrywania w żywność, aż do momentu, w którym żywność zmutowała i zaczęła spadać w ogromnych rozmiarach. Morskim Zdrojom i całemu światu grozi zniszczenie. Dodatkowo uratowanie miasta komplikuje dawniej mały Burmistrz Morskich Zdrojów.

## Obsada
- Bill Hader – Flint Lockwood
- Anna Faris – Sam Sparks
- Bruce Campbell – Mayor Shelbourne
- James Caan – Tim Lockwood
- Bobb'e J. Thompson – Cal Devereaux
- Andy Samberg – Brent McHale
- Mr. T – Earl Devereaux

### Wersja polska
- Jacek Bończyk – Flint Lockwood
- Monika Pikuła – Sam Sparks
- Piotr Bąk – Tim Lockwood
- Miłogost Reczek – Mayor Shalbourne
- Jakub Szydłowski – Brent
- Robert Tondera – Earl
- Dariusz Błażejewski
- Aleksander Mikołajczak